# Ladislav Dvorský
Ladislav Dvorský (5. června 1931 Javornice – 25. července 1995 Praha) byl český spisovatel, autor knih pro děti a mládež, básník, prozaik, dramatik, publicista, jazykovědec a překladatel.

## Výběr z díla
- Tajný lodní deník
- Tunelácká pohádka
- Poklad baby Mračenice
- Bubetka a Smítko a další veselé příběhy
- Bubetka v Praze
- Kuře Cupity
- Pulpuk, pes pro legraci
- Pohádky o princeznách
- Malířské pohádky